# Supermarine S.5
Supermarine S.5 là một loại thủy phi cơ đua của Anh trong thập niên 1920, do hãng Supermarine chế tạo.

## Quốc gia sử dụng
Anh Quốc
- Không quân Hoàng gia

## Tính năng kỹ chiến thuật (N220)
Dữ liệu lấy từ Supermarine Aircraft since 1914 
Đặc điểm tổng quát
- Kíp lái: 1
- Chiều dài: 24 ft 3½ in (7,32 m)
- Sải cánh: 26 ft 9 in (8,15 m)
- Chiều cao: 11 ft 1 in (3,38 m)
- Diện tích cánh: 115 ft² (10,7 m²)
- Trọng lượng rỗng: 2.680 lb (1.215 kg)
- Trọng lượng có tải: 3.242 lb (1.470 kg)
- Động cơ: 1 × Napier Lion VIIA, 900 hp (671 kW)

 Hiệu suất bay 
- Vận tốc cực đại: 319,57 mph (514,3 km/h)